# Олександр Василько фон Серецький (офіцер)
Олександр граф Василько фон Серецький (рум. Alexandru Wassilko de Serecki, нім. Alexander Wassilko von Serecki; 2 лютого 1871, замок Берегомет — 21 липня 1920, Бирлад) — камергер, голова палати ерцгерцога Генріха Фердинанда Австрійсько-Тосканського та високопоставлений підполковник 10-го Богемського драгунського полку «Принца Ліхтенштейнського» з баронської родини Васильків.

## Життєпис

### Ранні роки

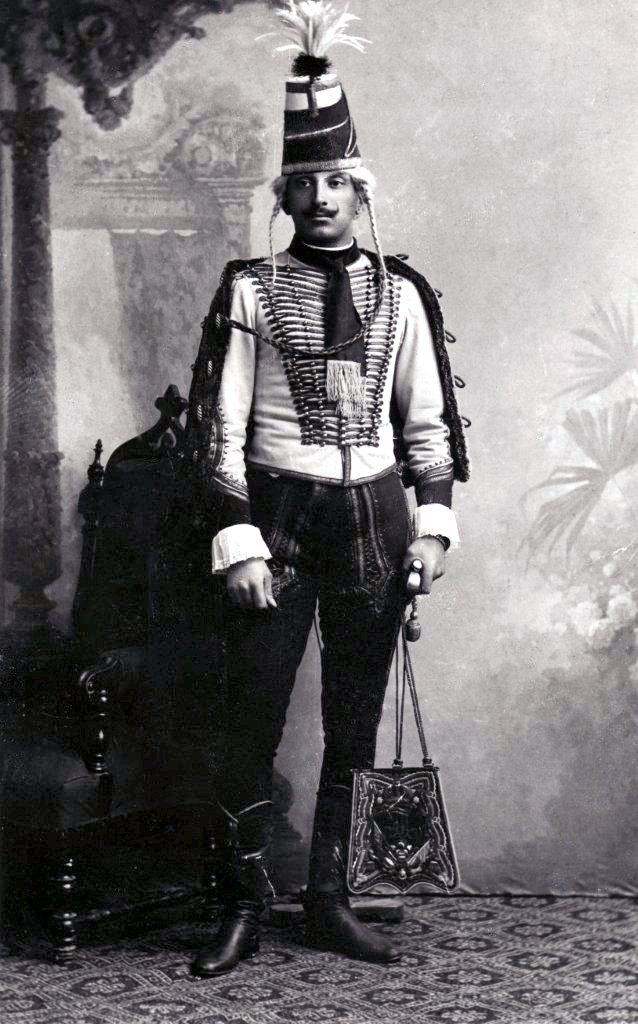
Олександр у лавах гусарів, полкове свято 1893 року

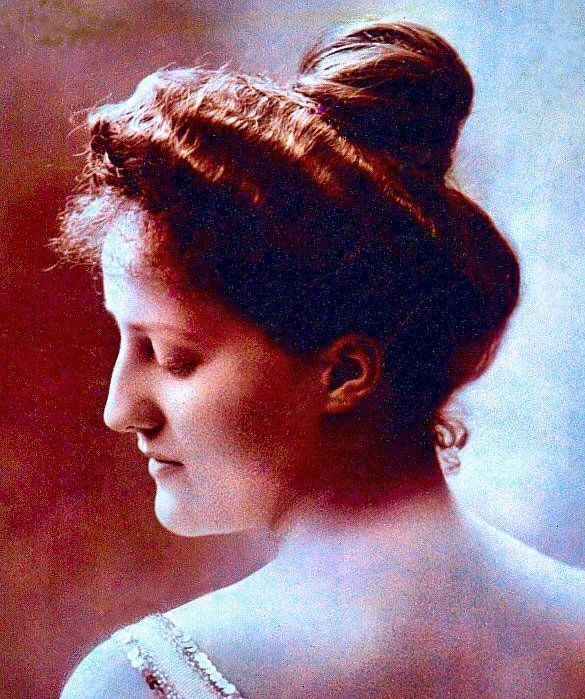
Єва фон Рольсберг 1898

Олександр був сином барона Олександра Василька фон Серецького, однойменного таємного радника та губернатора герцогства Буковина. Його матір'ю була Катерина фон Флондор (1843—1920).
Після того, як вдома він здобув початкову освіту, середню освіту він здобув у Державній гімназії в Чернівцях і 1890 року отримав диплом бакалавра. Пізніше він вступив до Терезіанської військової академії у Вінер-Нойштадті.

### Кар'єра
Після випуску у званні лейтенанта був направлений до 9-го Цісарсько-королівського Галицько-Буковинського драгунського полку «Ерцгерцога Альбрехта» в Оломоуці. 1 серпня 1897 року отримав звання підпоручика і був призначений до 10-го Цісарсько-королівського Богемського драгунського полку «Принца Ліхтенштейнського», у якому він служив аж до розпаду Австро-Угорщини.
1 листопада 1907 року Олександра підвищено до чинного офіцера, а 7 грудня 1907 року ерцгерцог Генріх Фердинанд Австро-Тосканський призначив його камергером. Олександр супроводжував його до кінця війни і жив з ерцгерцогом з 1907 року до початку війни. Генріх любив мистецтво, і проживав у Мюнхені (до 1912/13 років), потім у Зальцбурзі та Відні. У 1909 році він та його молодший син з нагоди 60-річчя правління імператора перейшли з православ’я на римо-католицизм. У 1914 році Олександр пішов за ним до 4-ї армії ерцгерцога Йосифа Фердинанда Тосканського.
За словами барона фон Веделя, того ж року його було кооптовано до австро-угорської контррозвідки, де він деякий час працював у відділі документації у Відні заступником полковника Максиміліана Ронге. У цьому контексті він брав участь у розкритті шпигунської справи полковника Альфреда Редля, якого у травні 1913 року викрили як шпигуна Росії. За видатні заслуги 23 червня 1913 року його було нагороджено Офіцерським хрестом Ордена Франца Йосифа.

### Перша світова війна
Офіцер-кавалеристпройшов війну на Буковині та в Галичині від самого початку на фронті проти царських військ, зокрема брав участь в останній у світовій історії кінній битві під Ярославом на Сяні та під Перемишлем.
У 1915/16 роках Олександр воював у Північній Італії, зокрема на Монте-Бальдо та в південно-тірольському наступі на Пасубіо. Завдяки своїй службі 1 лютого 1916 року його було підвищено до майора. Згодом він був важко поранений і потрапив у французький полон, звідки був звільнений дипломатичними каналами.
Особливою честю для нього стала приватна аудієнція в імператора з подальшим чергуванням 14 лютого 1917 року.
У 1917/18 році він пішов за Генріхом Фердинандом (тим часом командиром групи, невдовзі генерал-майором) на Каринтійський фронт. За свою відданість 1 травня 1918 року Олександру було надано звання підполковника, після того, як 27 квітня того ж року він вже був нагороджений хрестом «За військові заслуги» з мечами 2-го класу на знак визнання хоробрості та видатної служби перед лицем ворога. Для ерцгерцога Генріха Фердинанда війна на фронті закінчилася після його відпустки 2 лютого 1918 року, хоча Васильку на його прохання дозволили залишитися на фронті. За словами барона фон Веделя, він також деякий час був заступником полковника Максиміліана Ронге в Евіденцбюро, а раніше виконував обов'язки розвідника.
19 грудня 1905 року разом зі своїми братами йому було присвоєно титул цісарсько-королівського камергера. Найвищою резолюцією від 29 серпня 1918 року в Екарцау (диплом від 19 жовтня у Відні) за його відданість, особисті жертви та жертви його родини імператор Карл I надав йому титул графа.

### Служба в румунській армії
У 1919 році граф зі своїм австрійським військовим званням (полковника) перейшов на службу до румунської армії в елітний кавалерійський полк Рошіорі і був нагороджений Офіцерським хрестом Ордена Корони Румунії. Його військова кар'єра обірвалася через самогубство у віці майже 50 років. Він застрелився зі своєї табельної зброї в міському парку міста Бирлад. Згідно з останнім листом до його дружини Єви, причиною такого вчинку колишнього австро-угорського офіцера був розпач через вкрай складні умови праці та життя в цьому війську.
Сьогодні його нащадки живуть у Німеччині та Канаді.

## Нагороди (вибірка)
Його нагороди:
- Ювілейна пам'ятна медаль Князівства Ліхтенштейн, до 1910 р.
- Ювілейна пам'ятна медаль Збройних сил, до 1910 р.
- Маріанський хрест Тевтонського ордену, до 1910 р.
- Військовий ювілейний хрест, до 1910 р.
- Королівський баварський орден «За заслуги Святого Михайла» 2-го ступеня, заява на затвердження від 16 грудня 1911 р.
- Офіцерський хрест Імперського австрійського ордена Франца Йосифа, 23 червня 1913 р.[15]
- Медаль «За військові заслуги», 5 січня 1916 р.[18]
- Залізний хрест 2-го класу на біло-чорній стрічці, схвалення від 28 січня 1916 р.
- Орден Залізної Корони 3-го ступеня, 24 лютого 1917 р.[19][20]
- Хрест «За військові заслуги» 2-го класу з мечами, 27 квітня 1918 р.[21]
- Офіцерський хрест Королівського румунського ордена Корони Румунії

## Герб
Блакитний щит, на якому зображено золоту стрілу, спрямовану вгору, що впирається вістрям у золотий півмісяць з опущеними донизу кінцями, кожен з яких увінчаний шестипроменевою золотою зіркою. Над верхнім краєм щита розміщена золота графська корона з дев'ятьма видимими перловими зубцями, а над нею — відкритий коронований турнірний шолом, з блакитним наметом із золотим підбиттям. З корони шолома виходить натуральний павичевий хвіст з двох рядів по п'ять пір'їн у кожному, пронизаний золотою стрілою, що лежить упоперек праворуч. Під щитом розпростерта бронзова арабеска, на якій стоять два натуральні олені, звернені один до одного, що слугують щитотримачами та несуть золоті хрести між своїми рогами.

## Сім'я
Брат Георга (1864—1940), Стефана (1869—1933) та Віктора (1872—1934). Василько фон Серецького одружився 11 жовтня 1899 року з Євою Анастасією Фраїн Путц фон Рольсберг (народилася 2 липня 1878 року в замку Лайтерсдорф; померла 1 липня 1946 року в Троппау), дочкою Карла Борромеуса Фердинанда Путца фон Рольсберга та онукою Вільгельма Ленка фон Вольфсберга, в замку Лайтерсдорф поблизу Троппау.
У цьому шлюбі народилося троє дітей:
- Єва Лукреція (1902—1969), у шлюбі з Людвігом, князем цу[що?] Сайн-Вітгенштайном (1900—1974);
- Карло (1905—1989), колишній дипломований інженер-лісівник, у шлюбі, серед інших, з Елізабетою Коновічі (1922—2010);
- Георг (1908—1982), колишній начальник дирекції в Prodexport у Бухаресті, а потім журналіст на Радіо Свобода Європа в Німеччині, у шлюбі з Ельвірою фон Візе (1915—1981).

Двоє старших дітей народилися ще в Оломоуці, а його молодший син — у Мюнхені. Протягом усієї війни Єва з дітьми мешкала в одному з крил Зальцбурзької резиденції, яка належала ерцгерцогу Генріху Фердинанду.

## Фотогалерея

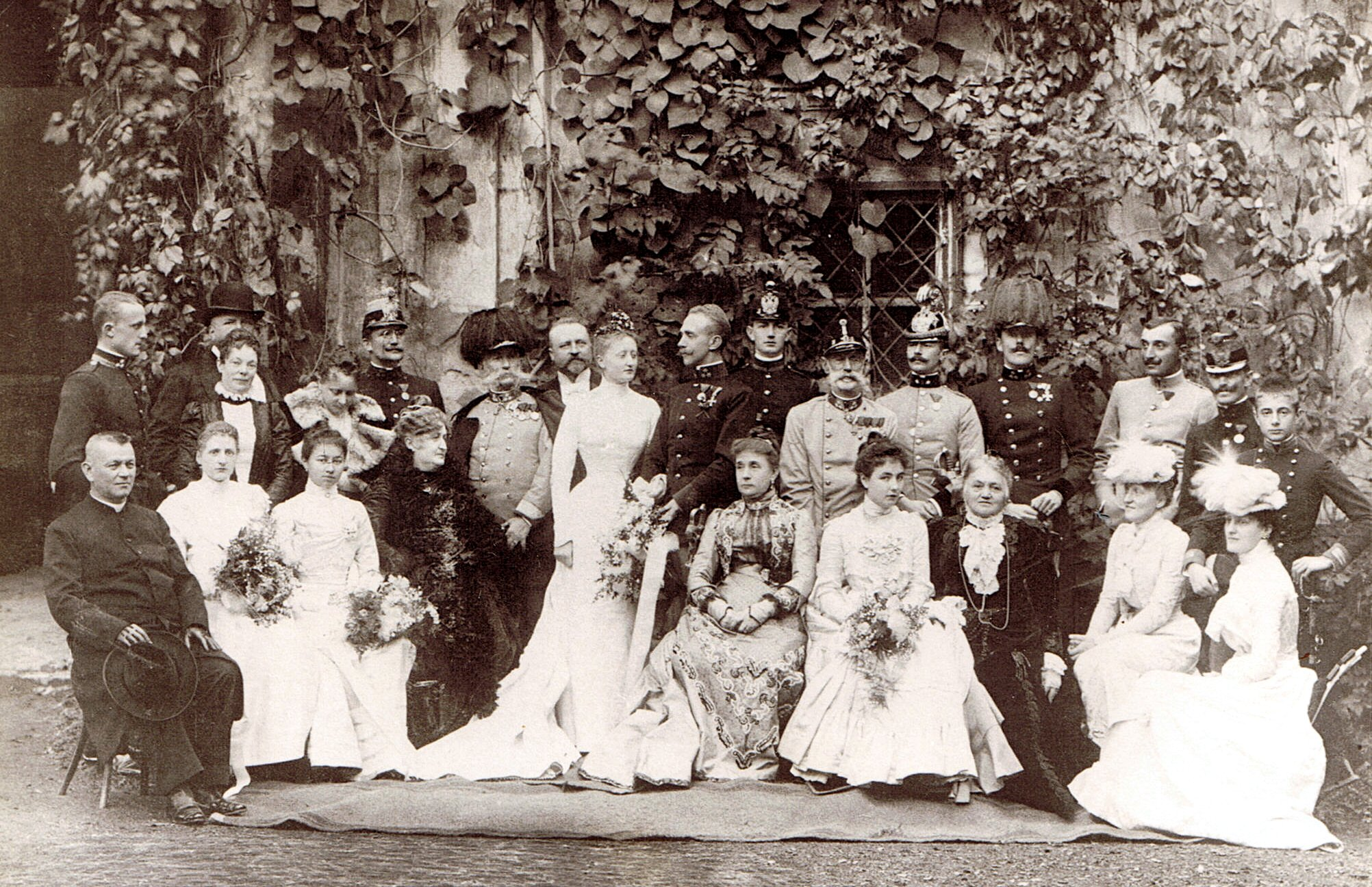
Олександр стоїть, третій праворуч, 20 жовтня 1900 року
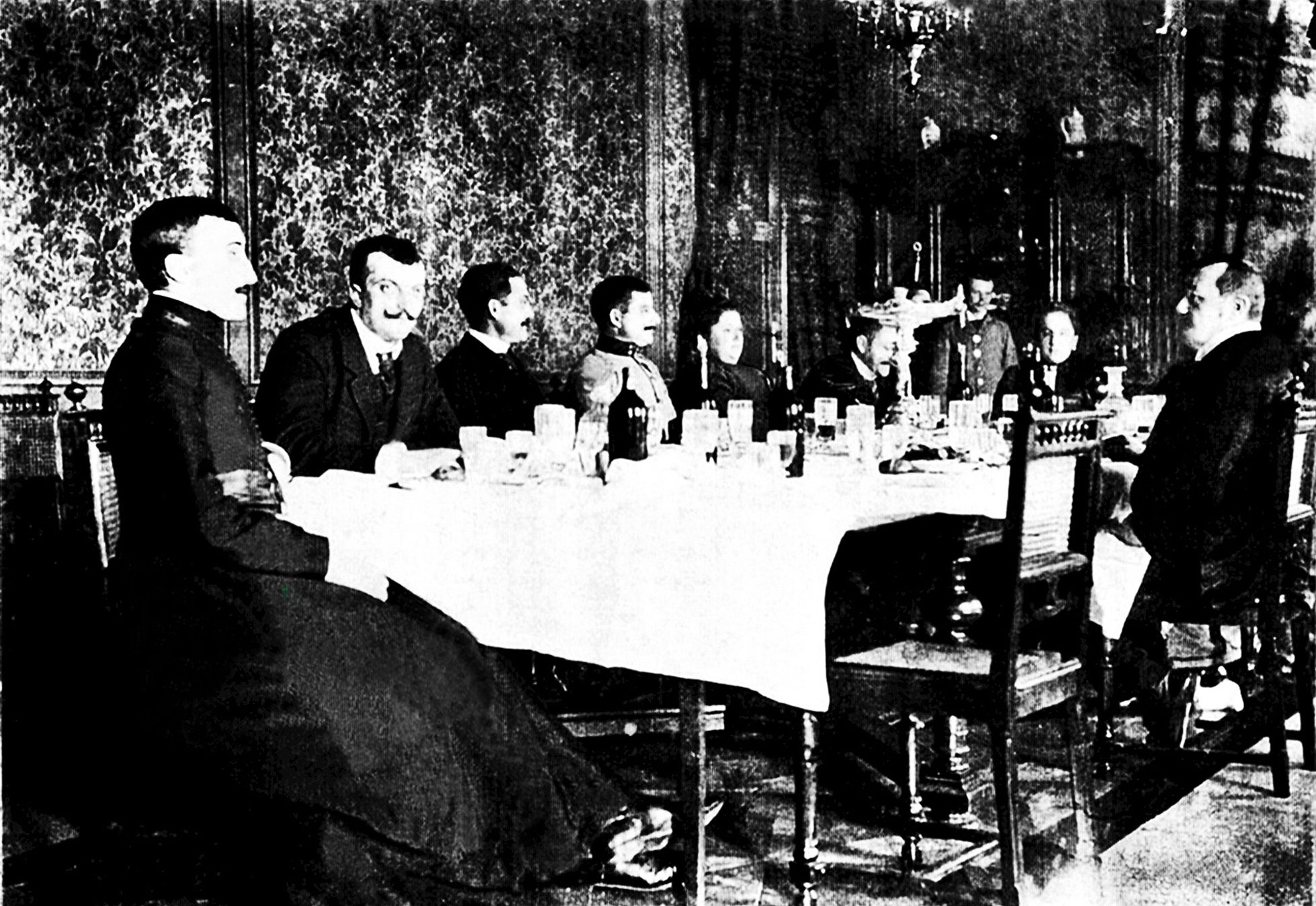
Олександр на сімейному святі, замок Берегомет, 1904 рік
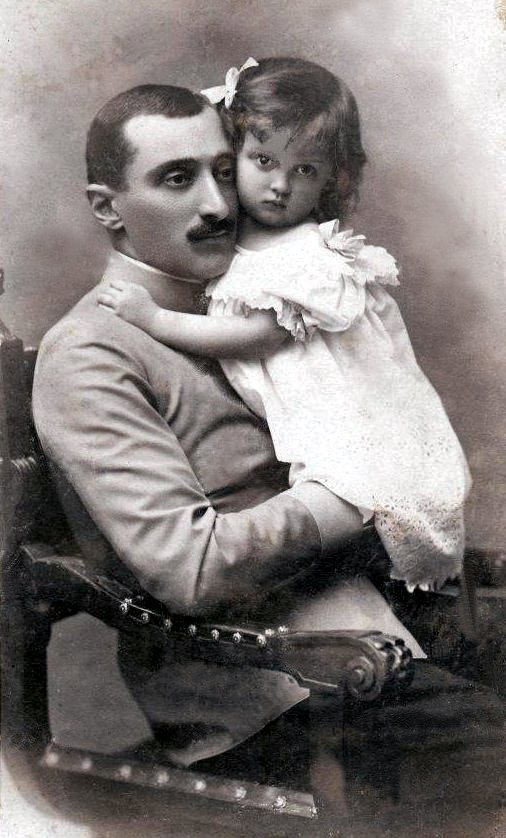
Олександр з дочкою Євою Лукрецією, близько 1905 року
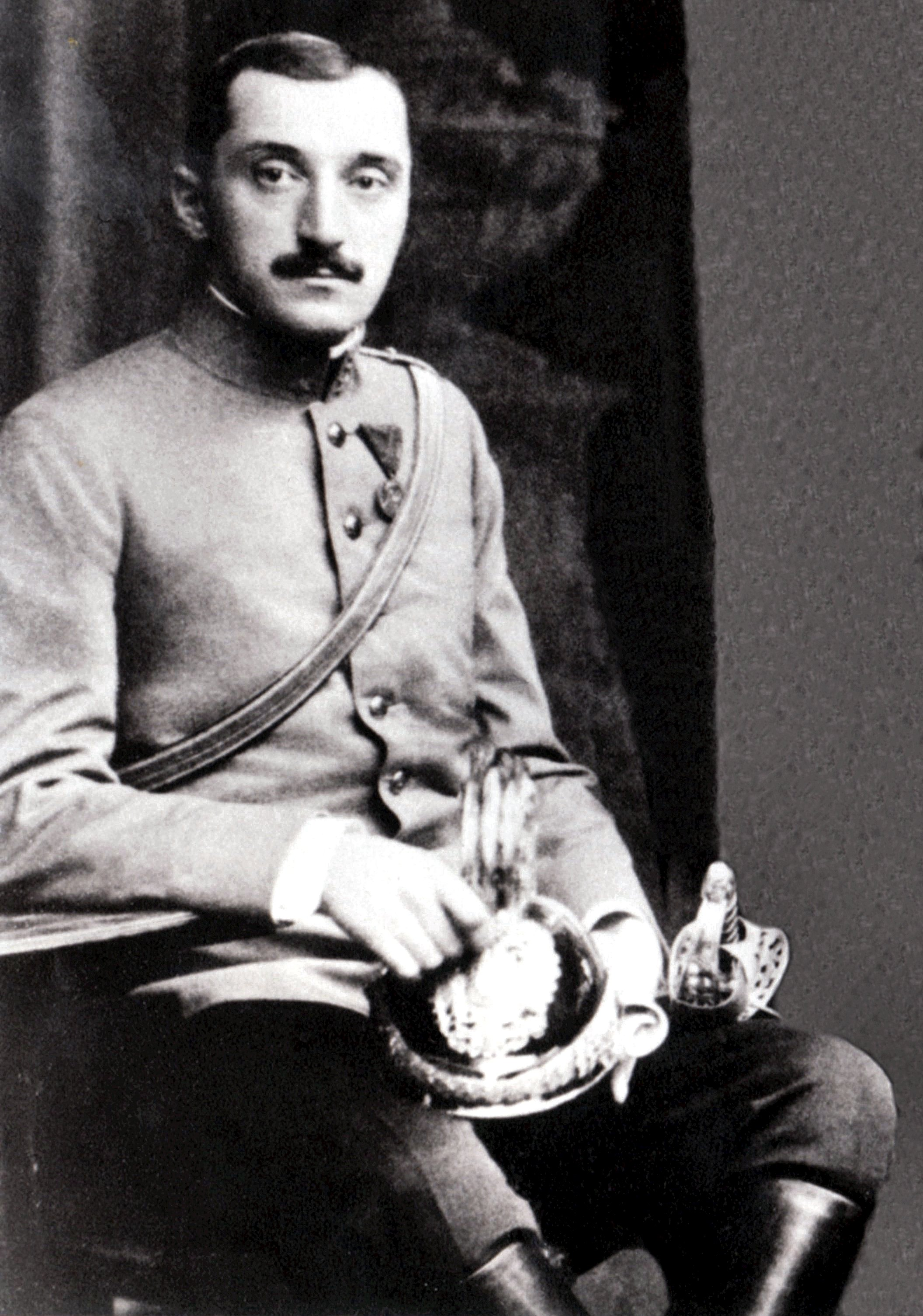
Олександр Василько фон Серецький близько 1905 року
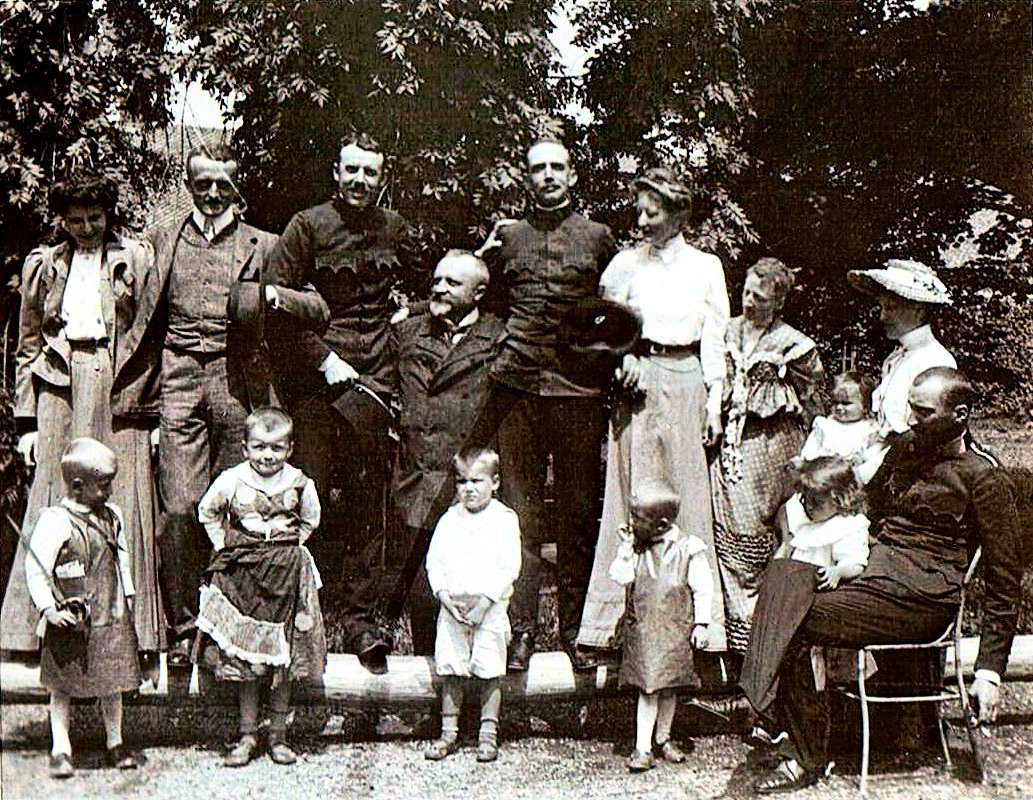
Сімейне фото в Лайтерсдорфі, Олександр внизу праворуч, 1906 рік
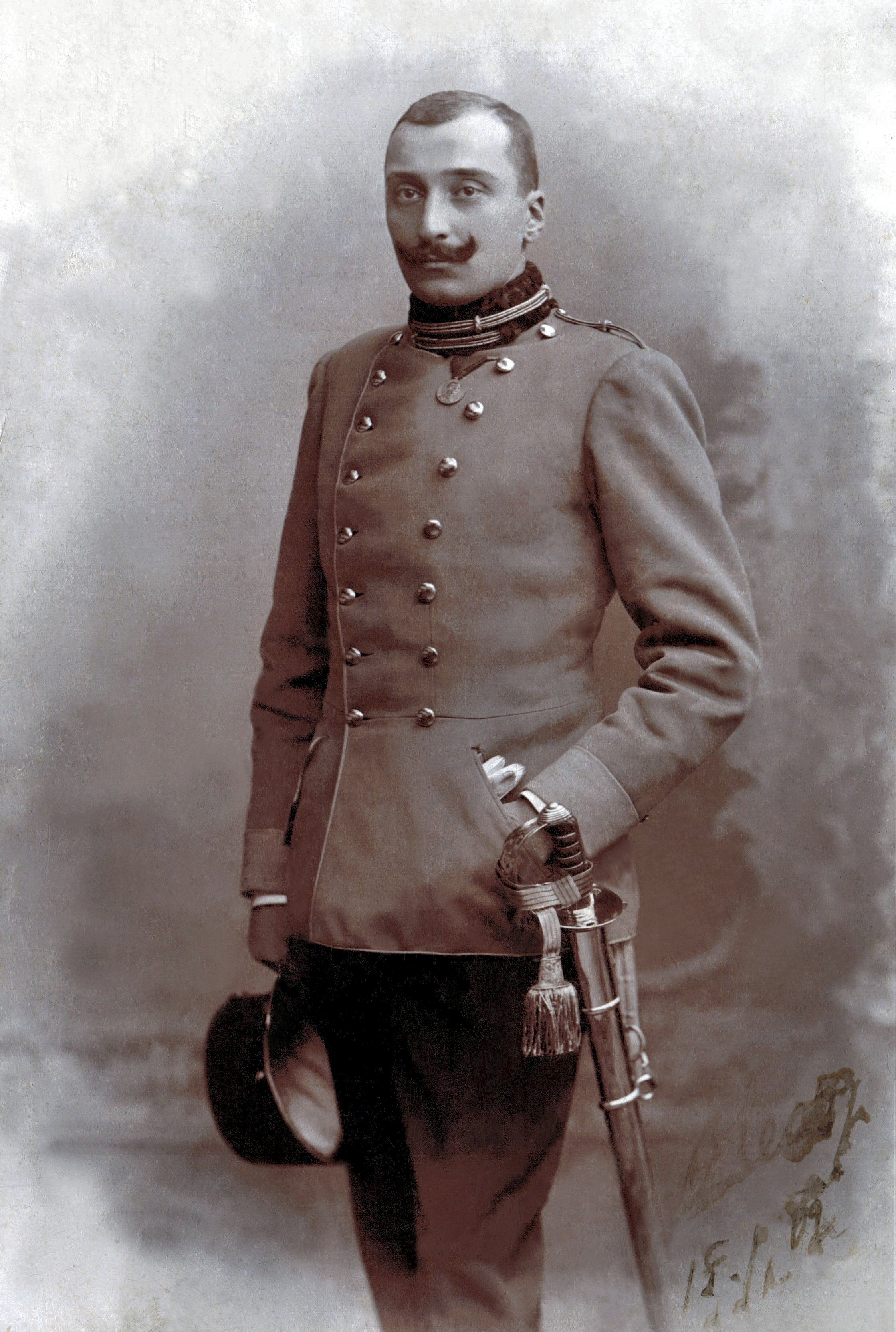
Олександр, 15 листопада 1909 року, Мюнхен
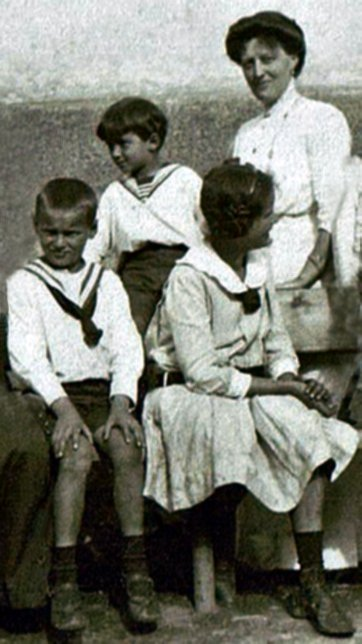
Єва графиня Василько з дітьми в Лейтерсдорфі, 1913 рік
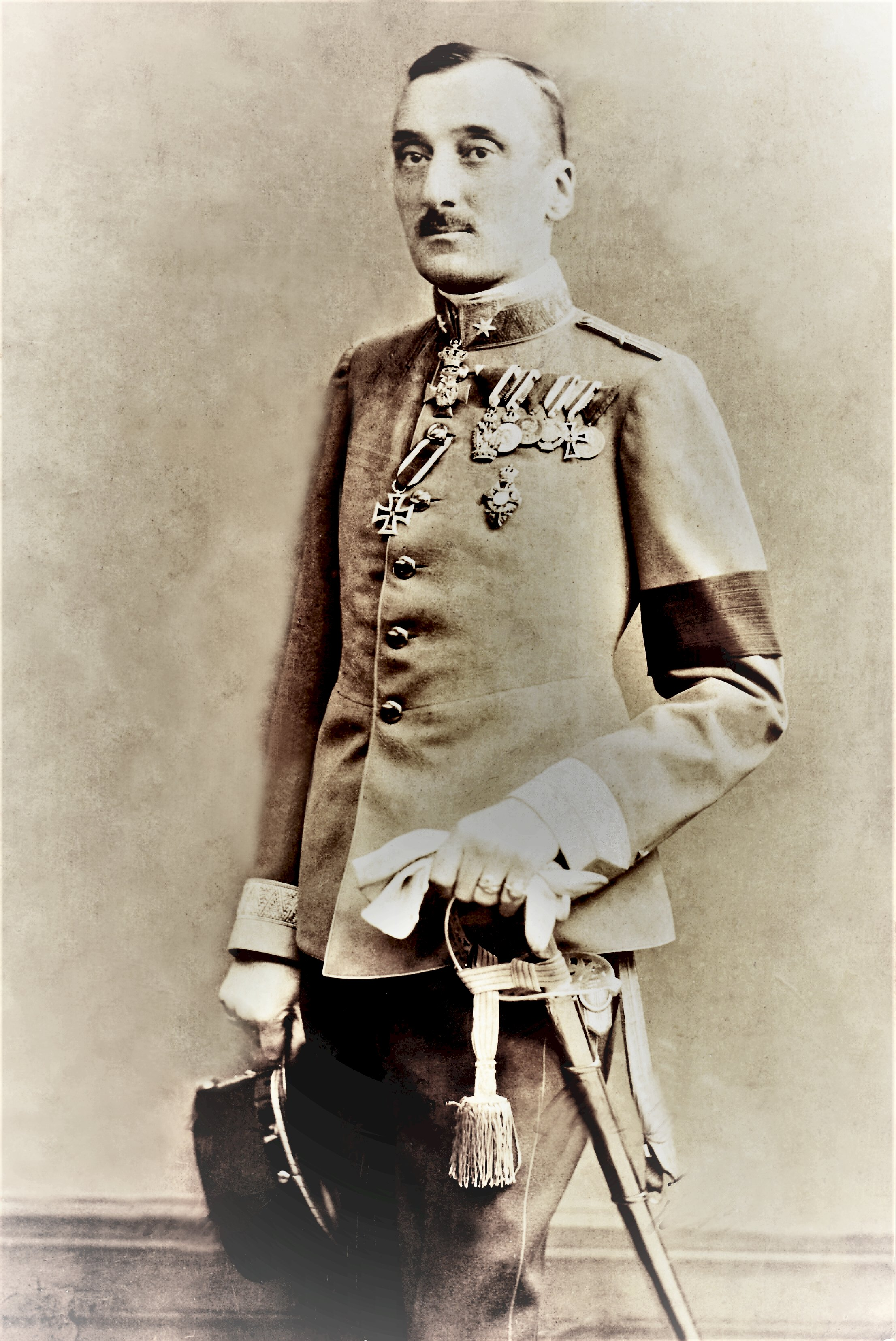
Олександр Василько фон Серецький наприкінці 1916 року
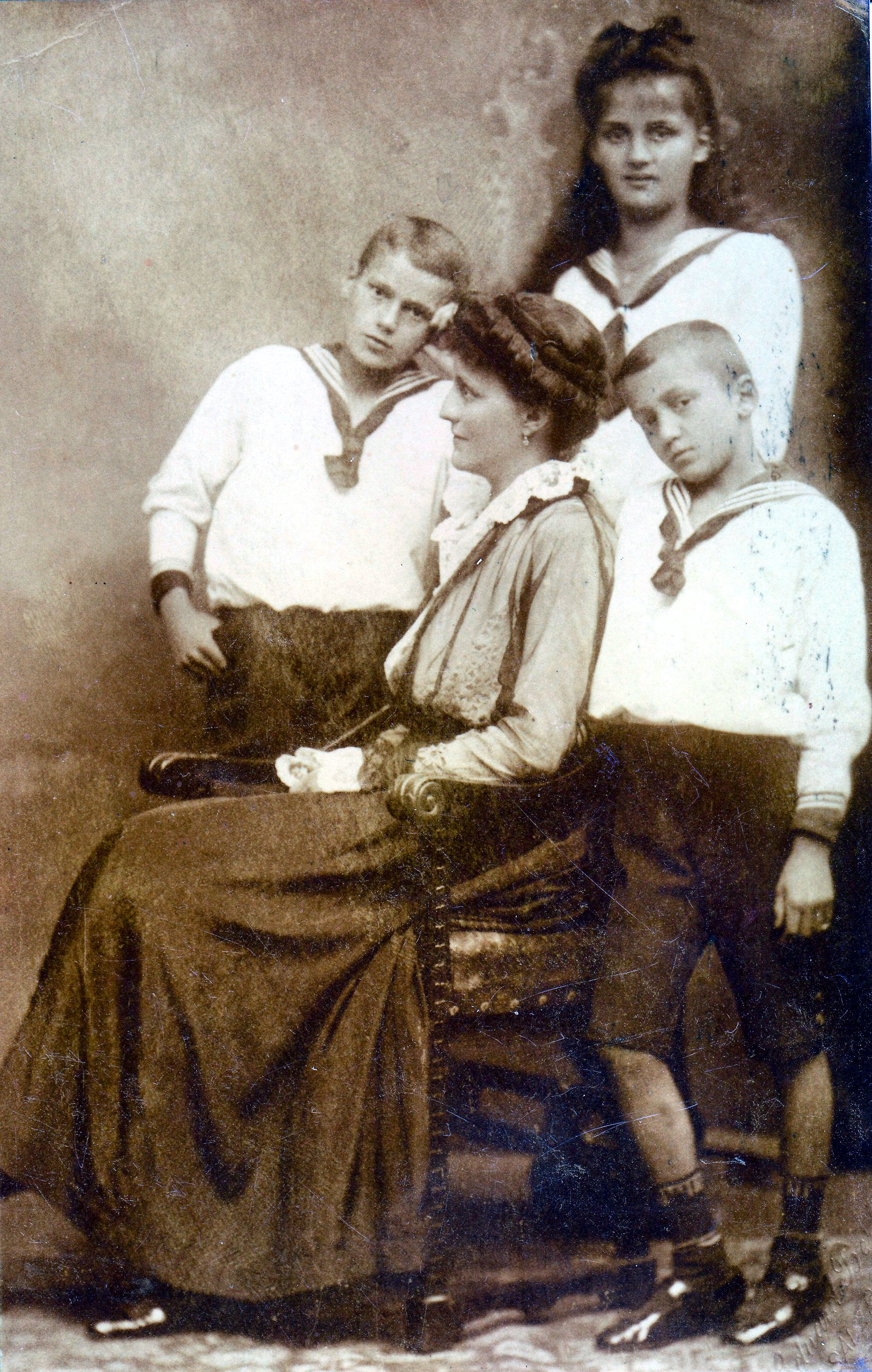
Графиня Василько з дітьми, Зальцбург 1917 р.
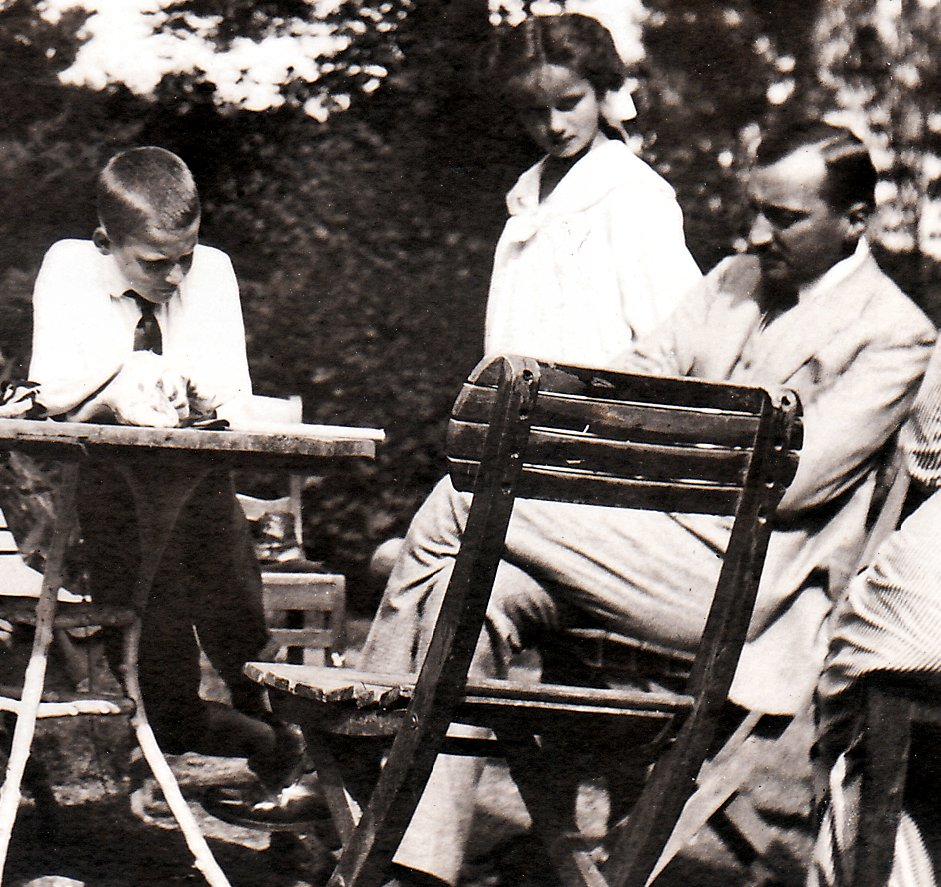
Олександр з дітьми Лукрецією та Карло, 1918 або 1919 рік

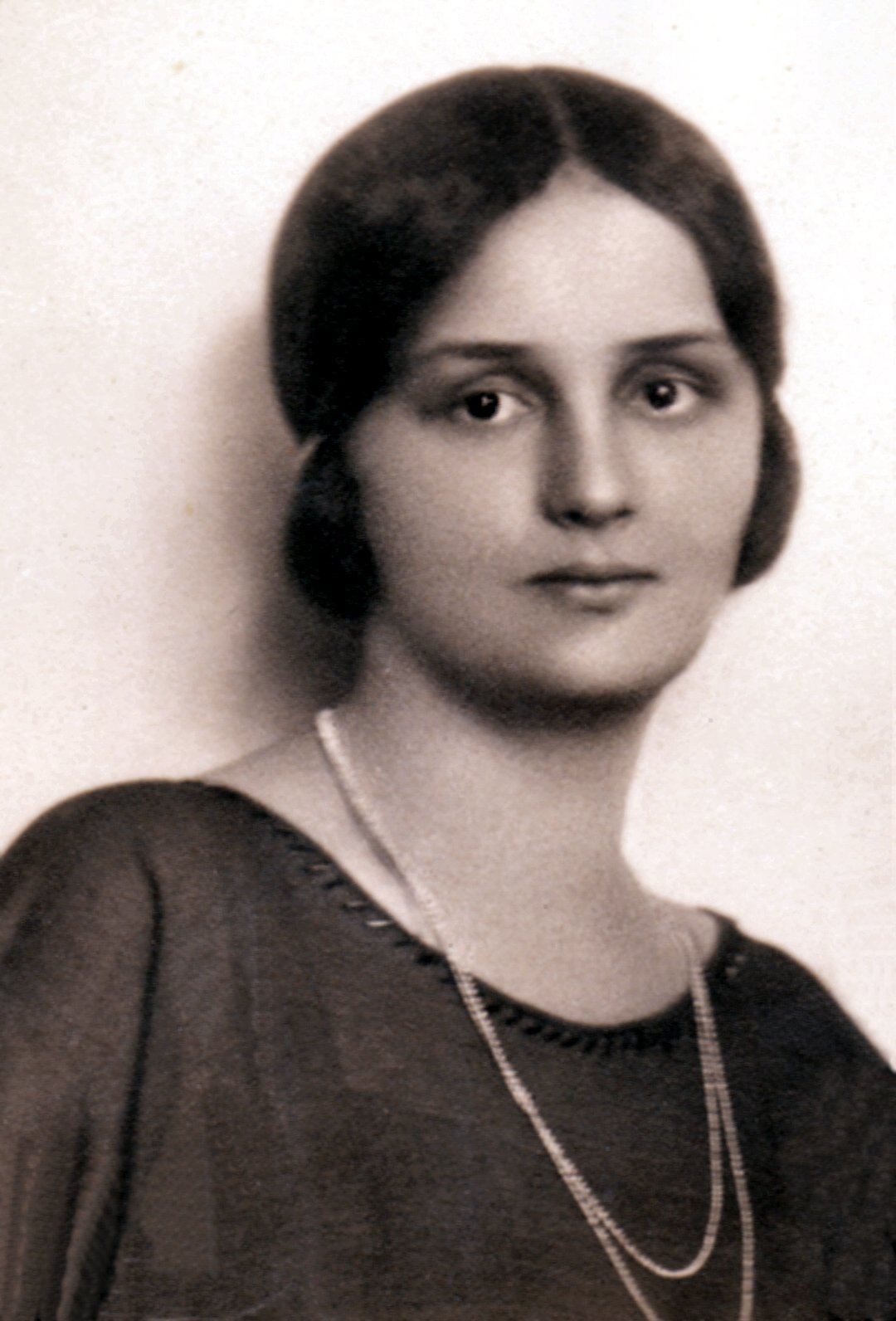
Принцеса Лукреція Сайн-Вітгенштайн, 1926
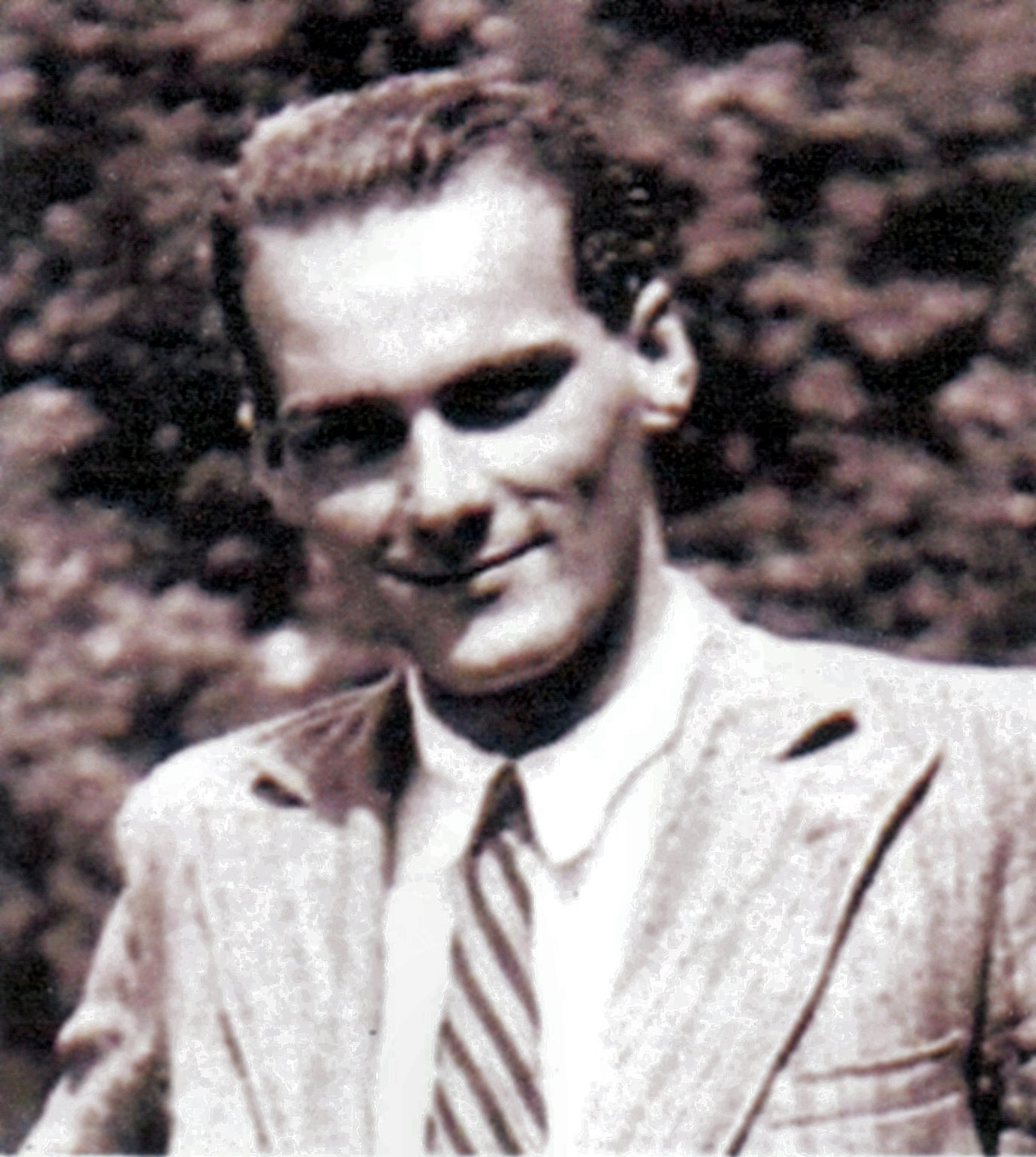
Карло граф Василько 1926
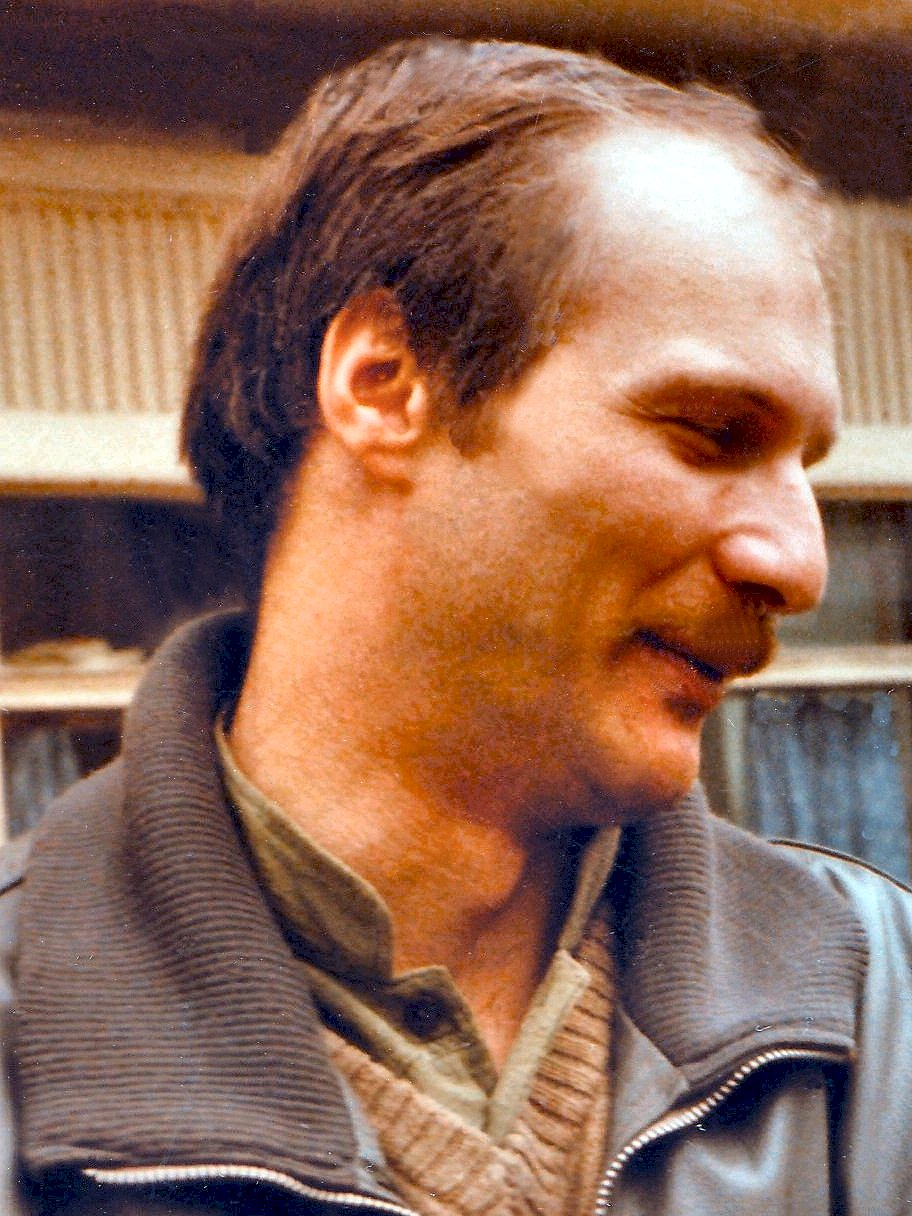
Онук Стефан Василько-Серецький
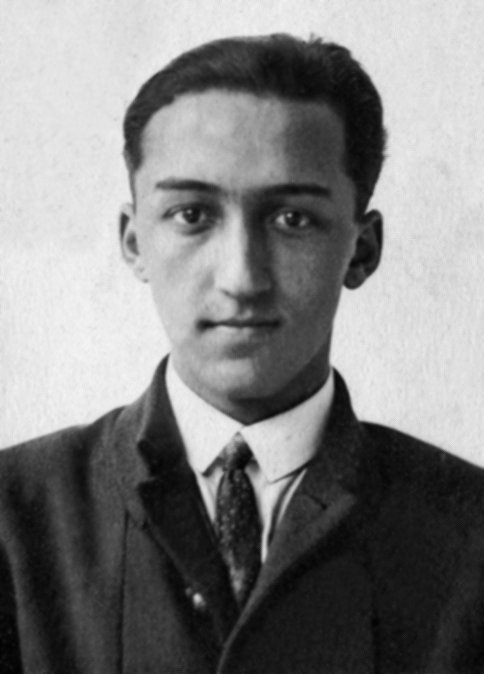
Георг граф Василько 1928
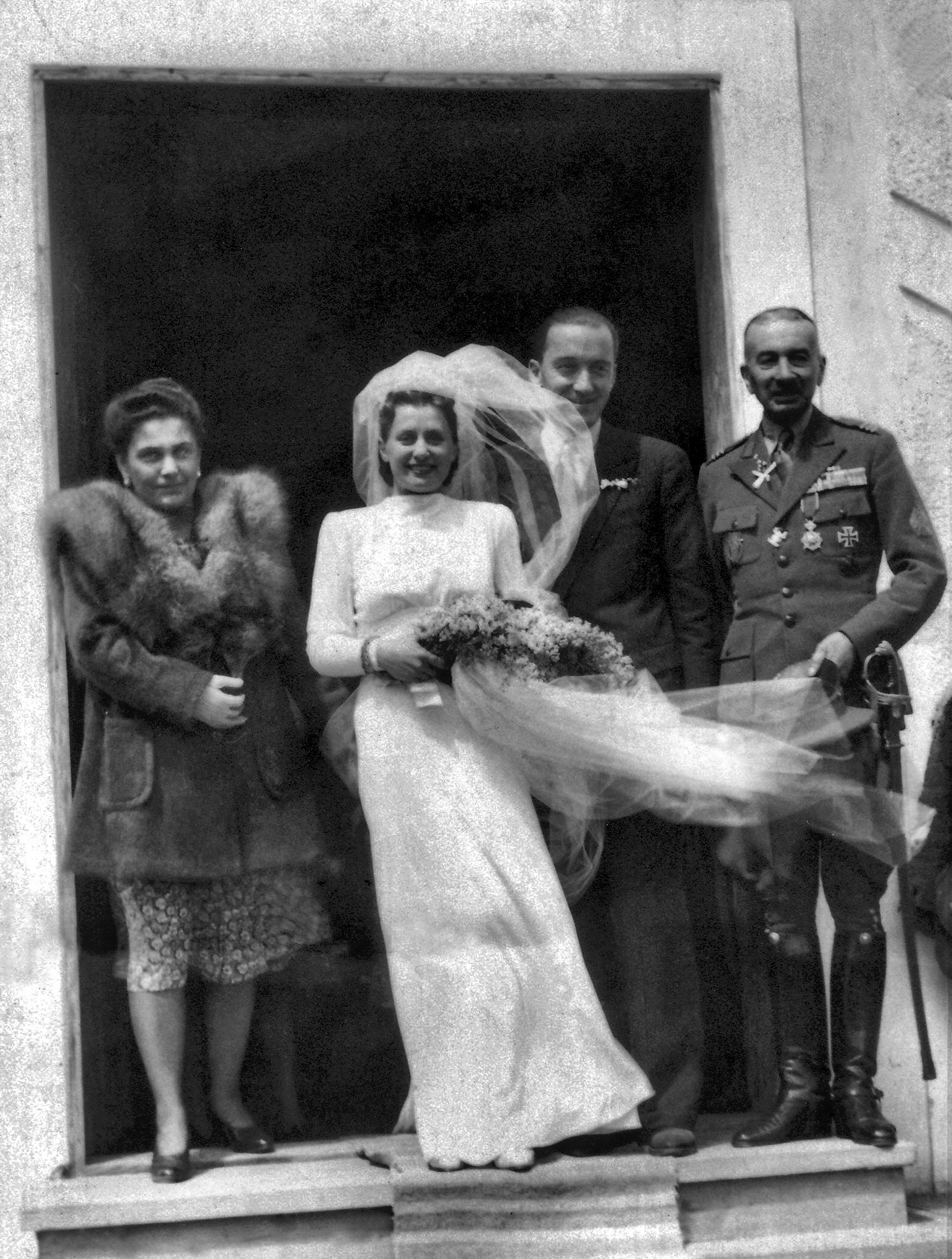
Весілля Георга графа Василька та Ельвіри фон Візе, 19 травня 1943 року
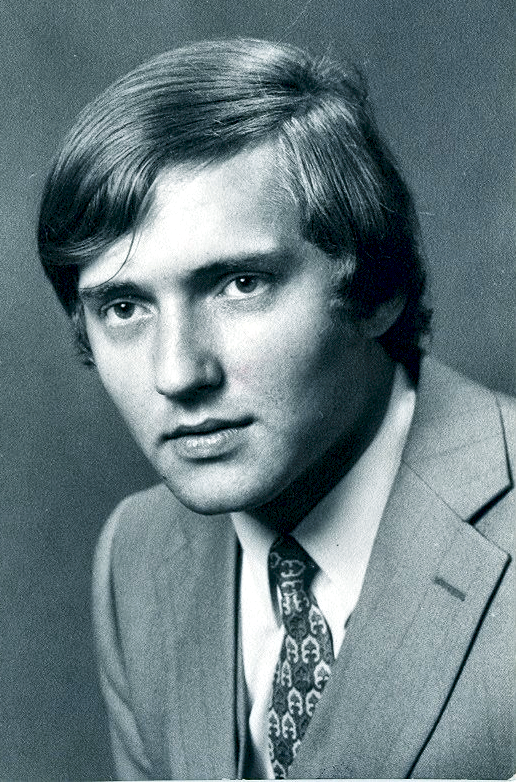
Онук Олександр Василько-Серецький
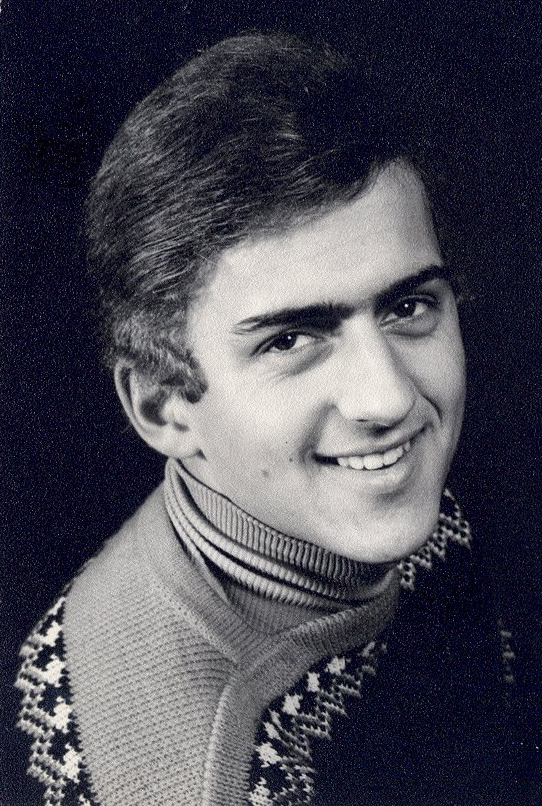
Онук Михайло Василько-Серецький